# جون موريس روبرتس
جون موريس روبرتس (بالإنجليزية: John Morris Roberts؛ ويُعرف اختزالًا: J. M. Roberts) مؤرخٌ بريطاني بارز وكاتبٌ غزير الإنتاج (1928–2003). شغل منصب نائب رئيس جامعة ساوثهامبتون بين 1979 و1985، ثم عاد إلى كلية ميرتون، أكسفورد ووردنًا لها بين 1984 و1994. كتبَ وقدّم لسلسلة بي بي سي التلفزيونية Triumph of the West («انتصار الغرب») التي بُثّت أول مرة سنة 1985. ومن أشهر مؤلفاته كتاب The Penguin History of the World الذي عُدّ من أعماله المرجعية. نال وسام الإمبراطورية البريطانية (CBE) عام 1996، وتوفي في 30 مايو 2003.

## الحياة الأكاديمية والوظائف
تخرّج روبرتس في جامعة أكسفورد، وتدرّج في كلية ميرتون زميلًا ومُدرّسًا للتاريخ الحديث قبل أن يقود الجامعة إدارةً وأكاديميًا؛ إذ تولّى نيابة رئاسة جامعة ساوثهامبتون (1979–1985)، ثم عُيّن ووردنًا لكلية ميرتون (1984–1994)، كما شغل مناصب عامة منها عضوية مجلس محافظي البي بي سي بين 1988 و1993. كما أسّس وهو ووردن «مؤسسة ميرتون الخيرية» في الأميركيتين (MC3) عام 1987 دعمًا لبرامج المنح والدراسات العليا بالكلية.

## الأعمال والبرامج
ارتبط اسم روبرتس بالمشروعات التاريخية واسعة الأفق؛ فأصدر History of the World (1976) بنسخه اللاحقة تحت عنوان The Penguin History of the World، كما ألّف وقدم لسلسلة بي بي سي Triumph of the West ذات الأجزاء الثلاثة عشر (1985)، والتي نُشِر كتابٌ مرافقٌ لها بالعنوان نفسه. وقد رحّل كثيرٌ من أعماله إلى طبعاتٍ منقحة وموسعة خلال التسعينيات.

## الوفاة والتكريم
توفي روبرتس في 30 مايو 2003 بسومرست، وقد نعته الصحافة البريطانية باعتباره من أهم مؤرخي «التاريخ العالمي» لعموم القرّاء. وكان قد مُنح وسام الإمبراطورية البريطانية (CBE) عام 1996 تقديرًا لإسهاماته في التعليم والتاريخ.